# Вернер II (Хабсбург)
Вернер II фон Хабсбург (на немски: Werner II von Habsburg; † 19 август 1167) е граф на Хабсбург от 1111 до 1167 г., ландграф в Горен-Елзас от 1135 г. и фогт на Мури.

## Биография
Той е вторият син на граф Ото II († убит 8 ноември 1111) и съпругата му графиня Хилда фон Пфирт († ок.  1076). (Дом Скарпон). По-големият му брат Рудолф (I) умира без наследник.
Той е привърженик на императорската фамилия Хоенщауфен. След битката при Tускулум Вернер II умира в Италия от чума през 1167 г. и синът му Албрехт го последва като граф на Хабсбург.

## Фамилия
Вернер II се жени за Ита графиня фон Щаркенберг (в Тирол). Те имат три деца:
- Албрехт III Богатия († 10 февруари 1199), граф на Хабсбург
- Рихенца († 1180); ∞ граф Лудвиг I фон Пфирт († 1180) (Дом Скарпон)
- Гертруд († 15 януари 1132/1134), ∞ Дитрих III († пр. 1160), граф на Монбеляр 1145/55 (Дом Скарпон)